# ジャルジョーの戦い
ジャルジョーの戦い（ジャルジョーのたたかい、英語: Battle of Jargeau）は、 1429年6月11日から12日にかけて、フランス・オルレアン東方の町ジャルジョーで起こった、フランス王国軍とイングランド王国軍の戦いである。百年戦争で窮地にあったフランスをオルレアン包囲戦において救ったジャンヌ・ダルクが、初めて積極攻勢に参加した戦いでもあり、フランス軍が勝利した。

## 背景

### オルレアンの乙女・ジャンヌ
百年戦争終盤の1428年末の時点で、イングランドとその同盟勢力のブルゴーニュ派はロワール川以北のフランスをほぼ制圧し、ロワール沿いの戦略拠点のいくつかも掌握していた。川沿いのフランス側最後の抵抗拠点であるオルレアンも、同年10月からイングランド軍の包囲下にあった。もしオルレアンが陥落すれば、王太子（ドーファン）のシャルルがかろうじて治めるフランス南部が侵攻にさらされるのは明白であった。
ここで戦況を一変させたのが、後に「オルレアンの乙女」と呼ばれた救国の英雄ジャンヌ・ダルクだった。1429年3月、ジャンヌがシノンの仮王宮に到着し、王太子シャルルと面会を果たした。王太子の求めでポワチエに赴き、聖職者によって有害でない旨の裁定が下されると、ジャンヌには甲冑と旗などが与えられた。ジャンヌはフランス軍と合流し、オルレアンを包囲するイングランド軍の砦のいくつかがジャンヌが主導する攻撃によって落とされると、5月9日には半年ぶりにイングランド軍の包囲が解かれた。

### ロワール作戦
イングランド軍は撤退する際にロワール川に架かる橋を破壊していったため、フランス軍は渡河地点を確保する必要があった。オルレアン解放後の約1か月間、フランス軍は兵を募り、軍を増強して次の作戦行動に備えると、6月上旬に開かれた王太子の御前会議でロワール渓谷一帯を奪還することが決まった。一度オルレアンを離れていたジャンヌが6月9日に再合流すると、その旗の下に集った市民らの志願兵でフランス軍はふくれあがり、同日フランス軍はロワール地方奪還の軍事行動を開始した。
フランス軍の最初の目標となったジャルジョーは、オルレアンの東約20キロメートルにあるロワール川南岸の小さな町で、数年前にイングランド軍が占領し南フランス侵攻の拠点としていた。町は城壁といくつもの塔に囲まれ、門には厳重な防備が施された上に堀で囲まれており、その外側に町ができていた。町からロワール川には一つだけ要塞化された橋がかかり、町はサフォーク伯ウィリアム・ド・ラ・ポール率いる700人のイングランド兵に守られていた。また、城壁にはいくつもの火砲が配備されていた。
アランソン公ジャン2世とジャンヌが率いるフランス軍には、「オルレアンの私生児」ジャン・ド・デュノワ、ジル・ド・レ、ジャン・ポトン・ド・ザントライユ、「憤怒」ラ・イルら、後にジャンヌの戦友となる指揮官たちが加わっていた。騎士ジョン・ファストルフ率いるイングランドの援軍数千が8日にパリを出発し、ロワール地方に向かっているという情報があり、諸将の間にはジャルジョー攻撃に慎重な意見もあったが、ジャンヌは主戦論を展開。「神のお導きがあると信じていなければ、このように戦場で身を危険にさらすことなどせずに羊飼いをしております」と訴えて隊長らを説得し、攻撃が決まった。

## 戦闘
11日朝、オルレアン市民などからなる志願兵の一部が城壁の周りに広がる城下町に攻撃を仕掛けた。城内から打って出たイングランド軍はこうした市民兵らを苦も無く敗走させたが、軍旗を手にしたジャンヌがフランス兵を励まして反撃に出たため、イングランド兵は城内に押し戻された。フランス軍はその夜、城下に陣を張った。
翌12日朝、ジャンヌは守備隊に降伏を呼び掛けたが拒絶されたため、フランス軍は火砲と攻城兵器による激しい砲撃を加え、籠城側も火砲で応戦した。フランス軍の陣地にいたアランソン公に対し、傍らのジャンヌが「そこからお下がりにならないと、あの砲があなたを殺しますよ」と忠告し、アランソン公が一歩動いた瞬間に着弾して兵士を倒したという。フランス側の猛烈な砲撃で城壁の塔の一つが崩落し、サフォーク伯はようやく降伏交渉に入ろうとした。しかし、その交渉相手に選んだのがフランス軍の前線指揮官の一人に過ぎないラ・イルだったため、儀礼違反に怒ったフランス軍指揮官は更に激しい攻撃を加えさせた。軍旗を手に寄せ手の先頭に立ち、城壁にかけられた攻城梯子を上っていたジャンヌに向けてイングランド軍の投石機から石弾が放たれ、旗をはじき飛ばして兜に命中した。石は真っ二つに割れてジャンヌは梯子から転げ落ちたが、すぐに立ち上がってフランス兵を鼓舞し続けた。フランス軍の猛攻で町は陥落し、興奮した市民兵らによってイングランド兵や町の住民ら1,100人が殺された。教会さえも略奪され、ジャンヌはこれを止めることができなかった。サフォーク伯は捕虜となった。

## 戦後
ジャルジョーを落としたフランス軍は続けざまにロワール川沿いのモン＝シュル＝ロワール、ボージャンシーといった諸都市を攻略してロワール地方を制圧し、6月18日にパテーの戦いでイングランド軍に圧勝した。この野戦での勝利によって、百年戦争のあいだ劣勢に回り続けたフランスはついに戦力バランスを逆転し、7月には王太子シャルルがランスのノートルダム大聖堂でフランス王シャルル7世として戴冠した。その後ジャンヌはコンピエーニュ包囲戦（1430年）で捕虜となり、翌年火刑に処された。